# Sylvie de Rome
Sainte Sylvie, dite Sylvie de Rome, est une noble dame romaine. Elle est surtout connue pour être la mère de Grégoire Ier (540-604) qui fut élu pape en 590, et pour sa vie exemplaire de chrétienne que l'Église catholique révère le 5 novembre.

## Biographie
On sait peu de choses sur sa vie, si ce n'est qu'elle naquit vers 520, qu'elle se maria à un sénateur croyant de la gens Anicia nommé Gordien avec lequel elle eut deux fils et qu'à sa mort elle décida de se consacrer à Dieu en s'inspirant de la règle bénédictine.   
Quelques informations supplémentaires, plus ou moins précises, nous sont tout de même parvenues. Son origine n'est pas très bien fixée,   sicilienne ou romaine, d'une famille de condition modeste ou plutôt de la renommée gens Octavia. Plus sûrement, elle avait trois sœurs dont deux également saintes, Émilienne et Tarsille, qui choisirent de vivre pieusement dans l'abstinence, les prières et l'aumône, et la troisième, Gordienne, à la vie plus velléitaire. 

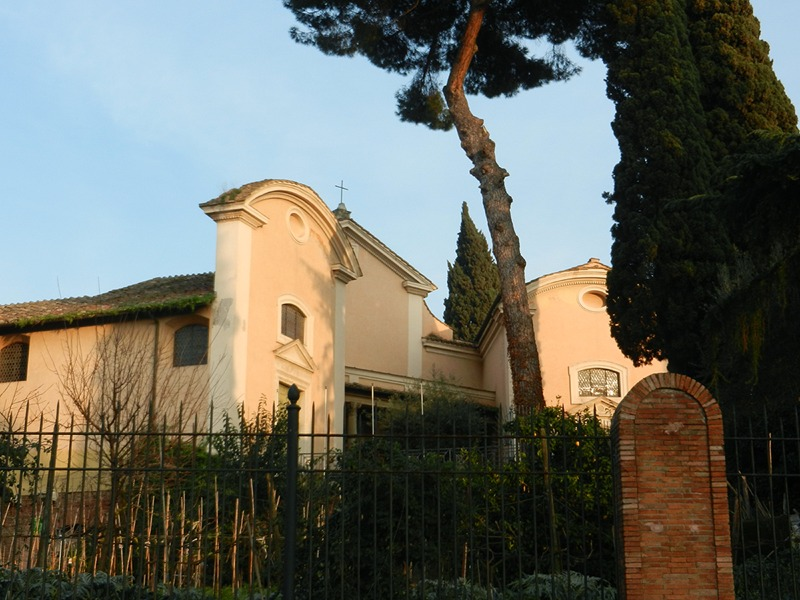
L'habitation familiale (domus) avec l'oratoire Sainte-Barbe et l'oratoire Sainte-Sylvie al Celio.

Son mariage vers ses 18 ans avec Gordien lui permit de vivre aisément dans l'une des villas de son illustre famille sur la Clivus Scauri, une rue de la colline Cælius. Du couple naîtront deux fils, Grégoire à la destinée papale comme son arrière-grand-père Félix III, et un frère dont le nom est inconnu. D'après le premier, qui a fait plus tard son éloge, elle se montra une mère affectueuse, très attentionnée et soucieuse d'enseignement et de témoignages chrétiens. Embrassant tous deux la voie paternelle du service à l'administration impériale, Grégoire devint d'abord préfet de Rome, c'est-à-dire premier personnage civil de l'ancienne capitale. Mais dès l'adolescence, il se  disposa à toujours honorer la chrétienté et fut enclin à la vie contemplative.   
Après la naissance de leur deuxième enfant, le couple décida de vivre dans la chasteté afin de privilégier le travail, la prière et la charité. Pour ce faire, ils aménagèrent deux oratoires autour de leur domus, l’un privé pour eux et l’autre dit de Sainte-Barbe connu aussi sous le nom de triclinium pauperum où Sylvie et Grégoire servaient chaque jour des repas à un groupe de pauvres. 

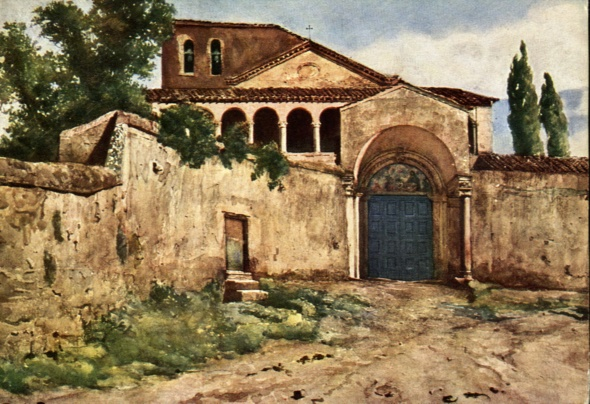
L'église Saint-Sabas, peinture d'Ettore Roesler Franz (v. 1880).

Vers 573, sainte Sylvie se retrouva veuve après plus de trente ans de vie commune heureuse et décida de se retirer dans une propriété familiale sur le petit Aventin alors un peu à l’écart de la ville pour se consacrer à la méditation et à la prière s’inspirant de la règle de saint Benoît. Plus tard, à la fin du VIe siècle, l’endroit fut appelé Cella Nova par des basiliens qui y fondèrent un monastère qu’ils dédièrent à saint Sabas. En fait, elle suivait l’exemple de son fils qui avait quitté son poste de gouvernance pour une vie plus simple et dépouillée de moine, transformant la domus familiale en ermitage, et devenant plus tard l'oratoire Sant'Andrea al Celio dédié à l'apôtre André. 
Tandis que sa renommée de grande piété s'accrut, Sylvie n’oublia pas d’apporter son aide au soin des malades et au soutien des indigents, sans oublier son fils Grégoire. Pour préserver celui-ci d’une quelconque maladie si vite contractée à l’époque et consolider sa santé fragile, elle s’habitua à lui fournir, avec beaucoup d'attentions, un assortiment varié de fruits et de légumes frais de son propre jardin ou une soupe qu'elle lui confectionnait.   
Sainte Sylvie eut la chance de suivre l’évolution ecclésiastique de Grégoire, passant d’une période monacale au diaconat jusqu’à l’élection papale. Quand elle mourut à Rome en 592, cela faisait un peu plus de deux ans qu’il était parvenu à la tête du Saint-Siège.

## Culte

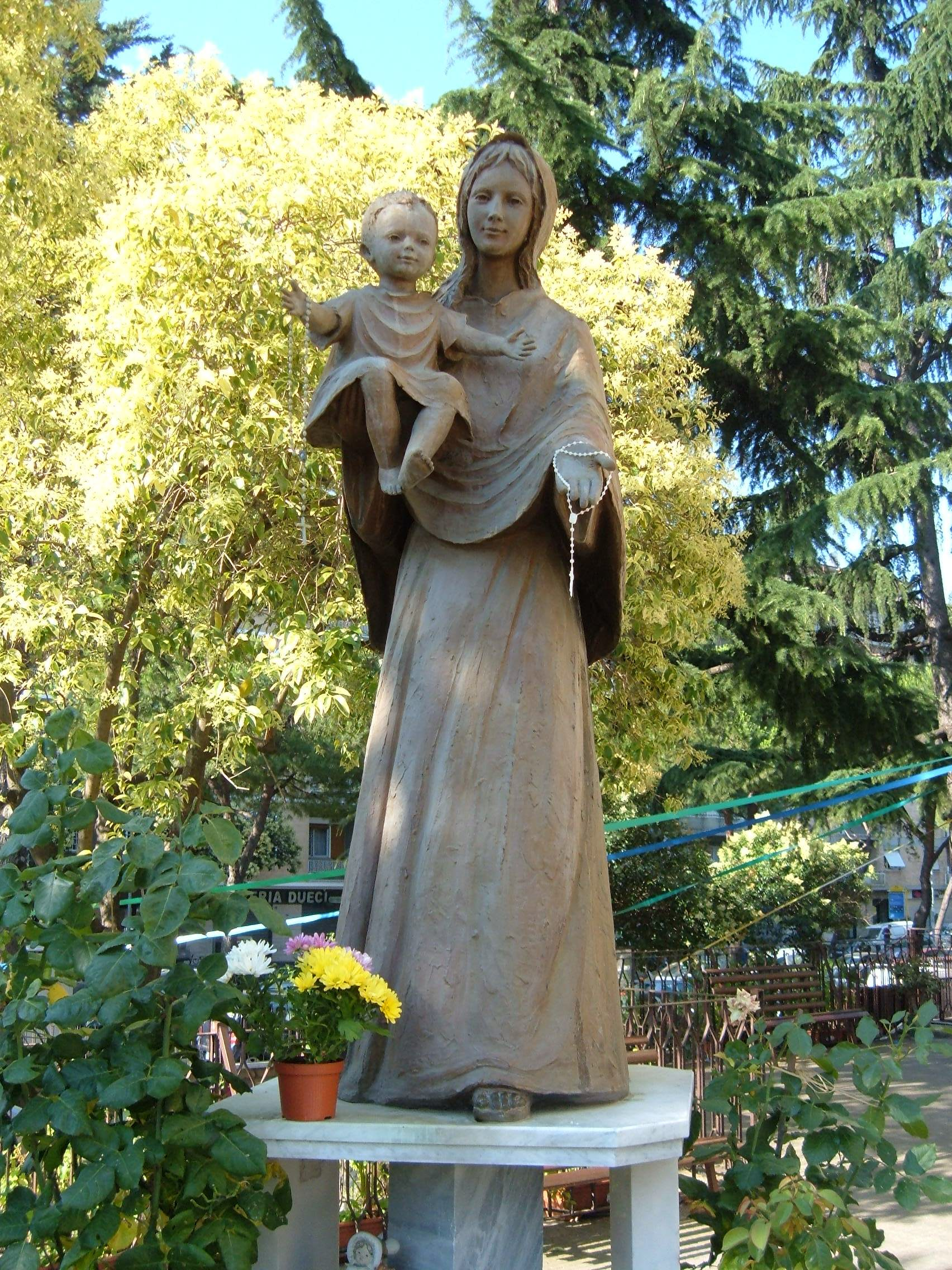
Statue de sainte Sylvie avec son fils Grégoire, église Sainte-Sylvie, Rome.

Le pape Grégoire fit déposer son corps dans leur maison familiale transformée par lui-même en ermitage. Il le fit placer dans le sépulcre où se trouvaient déjà ses tantes Tarsille et Émilienne et fit peindre son image sur un mur avec une croix et un livre  portant l'inscription en latin « Mon âme vit et elle te louera, et tes jugements m'aideront ». 
Ici, en 1603, le cardinal Cesare Baronio fit reconstruire l'oratoire privé et le baptisa Sainte-Sylvie al Celio et la même année, il obtint du pape Clément VIII que son nom soit inclus dans le Martyrologe romain à la date du 3 novembre. 
Puis à la demande du pape Jean XXIII, en 1959, dans le quartier de Portuense, une paroisse lui fut dédiée, avec une église Sainte-Sylvie (it) ouverte au culte en 1968.
Sa  mémoire liturgique a lieu le 3 novembre. Elle est la sainte patronne des mères de prêtres et de ceux qui les aident, qu'ils soient laïques ou religieux.

## Sources
- Le Petit Livre des saints - Rosa Giorgi - Larousse - 2006 -  (ISBN 2-03-582665-9)